# Coupe d'Espagne de football 2008-2009
Navigation
Coupe d'Espagne 2007-2008 Coupe d'Espagne 2009-2010
La Copa del Rey 2008-2009 est la 106e édition de la Copa del Rey. La compétition commence le 23 août 2008 et se termine le 13 mai 2009 avec la finale. Le Valence CF est le tenant du titre.
En finale, le FC Barcelone bat l'Athletic Bilbao 4 à 1 le 13 mai 2009 à Valence. Il s'agit du 25e titre de Barcelone dans cette compétition. Ce titre fait partie du sextuplé historique obtenu par Barcelone en 2009.